# 常楽寺 (徳島市)
常楽寺（じょうらくじ）は、徳島県徳島市国府町延命にある高野山真言宗の寺院。盛寿山（せいじゅさん）、延命院（えんめいいん）と号す。本尊は弥勒菩薩。四国八十八箇所第十四番札所。弥勒菩薩を本尊とするのは、四国八十八ヶ所では当寺のみである。
- 本尊真言：おん まいたれいや そわか
- ご詠歌：常楽の岸にはいつか到（いた）らまし　弘誓（ぐぜい）の船に乗りおくれずば
- 納経：当寺本尊、奥之院慈眼寺

## 歴史
寺伝によれば、空海（弘法大師）がこの地で修行をしていた際に、弥勒菩薩が多くの菩薩を連れた姿を感得した。そこで霊木に弥勒菩薩を刻み堂宇を建立して本尊として安置したという。空海の甥に当る真然僧正が金堂を建立、祈親上人が講堂、三重塔などを建立し七堂伽藍の大寺院となったと伝える。
室町時代、阿波細川氏初代頼春の勅願所となり寺領に延命村を寄進され、寺運は降盛したという。しかし天正年間（1573年 – 1592年）に長宗我部元親の兵火によって焼失。万治2年（1659年）に徳島藩主蜂須賀光隆によって、現在地より下った谷間に再興された。文化12年（1815年）に灌漑用のため池を作るために元の山上への建て替えを願い出て、3年後、低地の谷間から石段を50段ほど上った現在地に、尾根上の結晶片岩の岩盤を削り約5千平方メートルの土地を造成して移転した。

## 境内
- 本堂：弥勒菩薩坐像と両脇仏の不動明王立像と毘沙門天立像が同じ厨子に安置されている。
- 大師堂：大師像を拝観できる。
- 薬師堂
- 地蔵堂
- 鐘楼
- あららぎ大師：あららぎ（イチイ）の巨木の枝の間に弘法大師像が祀られている。
- 流水岩の庭園：境内は断層が剥き出しとなった自然の岩盤の上にあり、その形状から流水岩といわれている。参拝者が歩くことにより浸食され険しさが緩くなった。

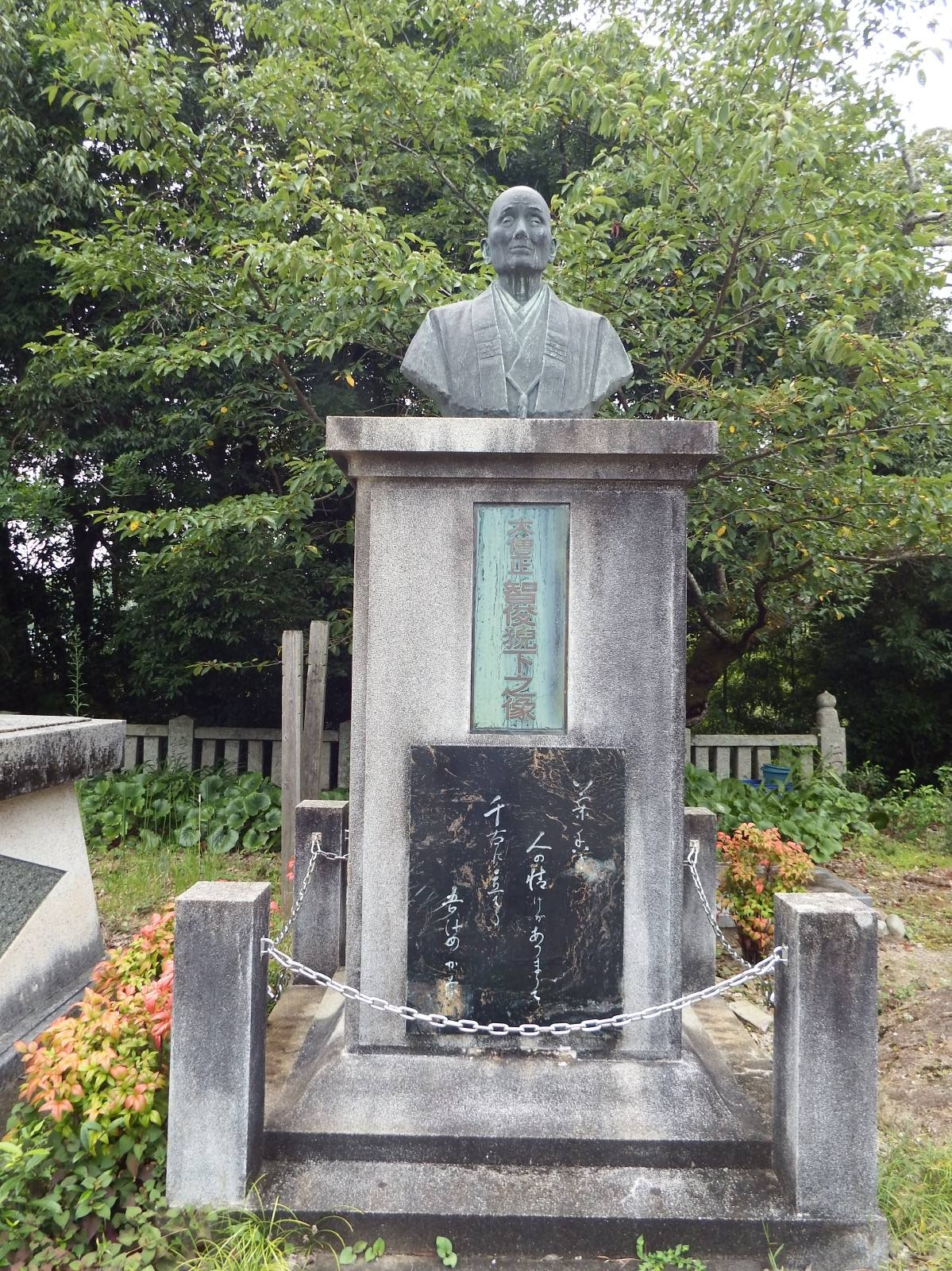
大僧正胸像

- 句碑歌碑：ため池の堤からの入口に、山頭火「人生即遍路」がある。その石段の途中の左に、森遅日「鳥わ多るさ那が楽 帰依の寿が多なり」がある。境内前方にある以前の住職である大僧正胸像の台座に「・・人の情けがあつまりて 千古に立てる・・」が刻まれている。
- 延命山新四国八十八ケ所：本堂の裏から延命山頂上奥が60番で、東屋の左の階段を下り奥の院慈眼寺へ至る。約20分で周回できる。

山門はなく石柱門を通って50段の石段を上ると起伏のある流水岩の境内に入る。左手に手水場があり、その奥に鐘楼がある。一番奥に本堂が建ち、その手前右側に大師堂がある。本堂と大師堂の間にアララギの巨木があって、その木の俣にはちいさな大師像が安置されている。納経所は石段を背にして右手にある。
- 宿坊：なし
- 駐車場：20台。無料

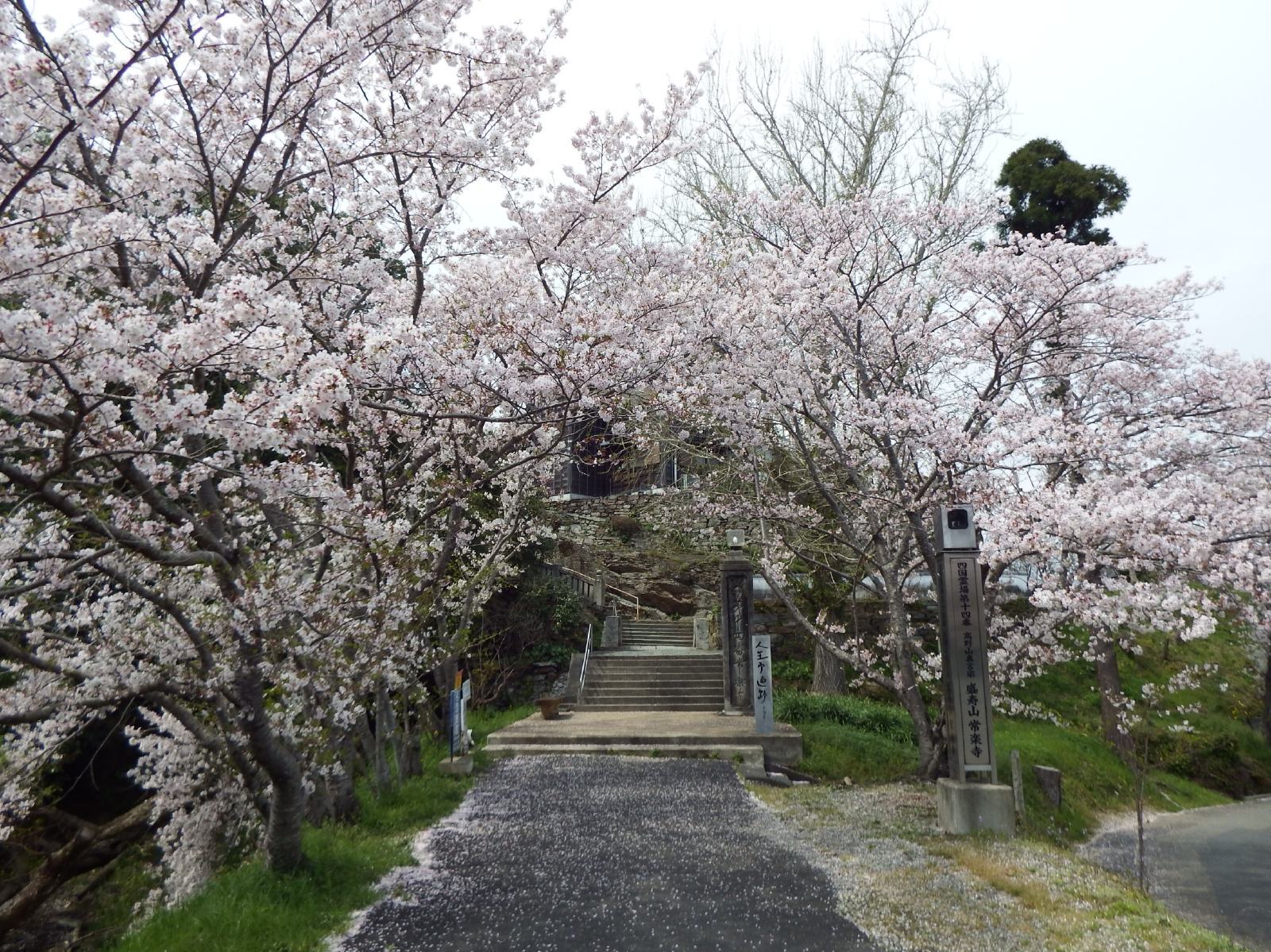
境内入口
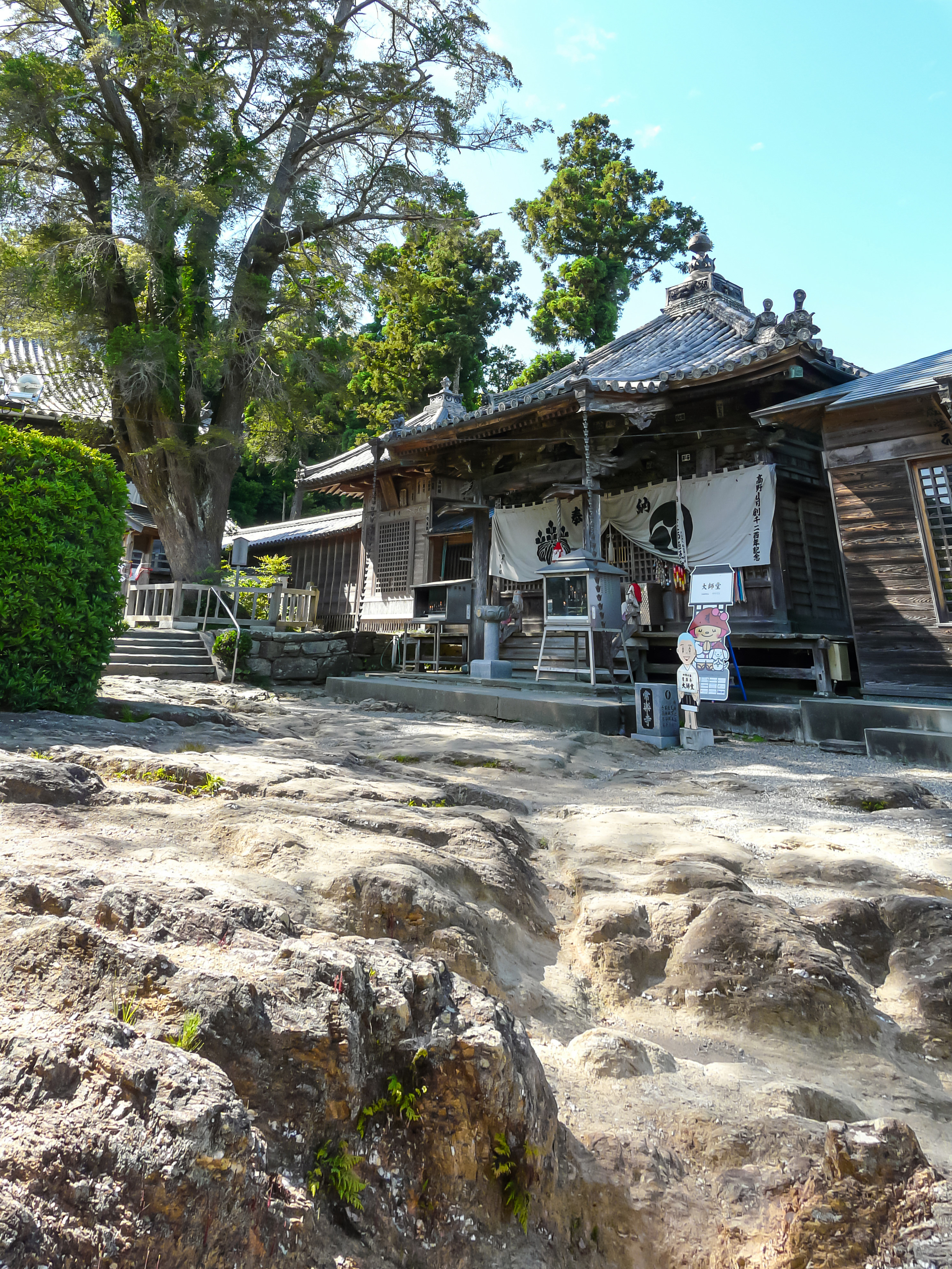
流水岩と大師堂
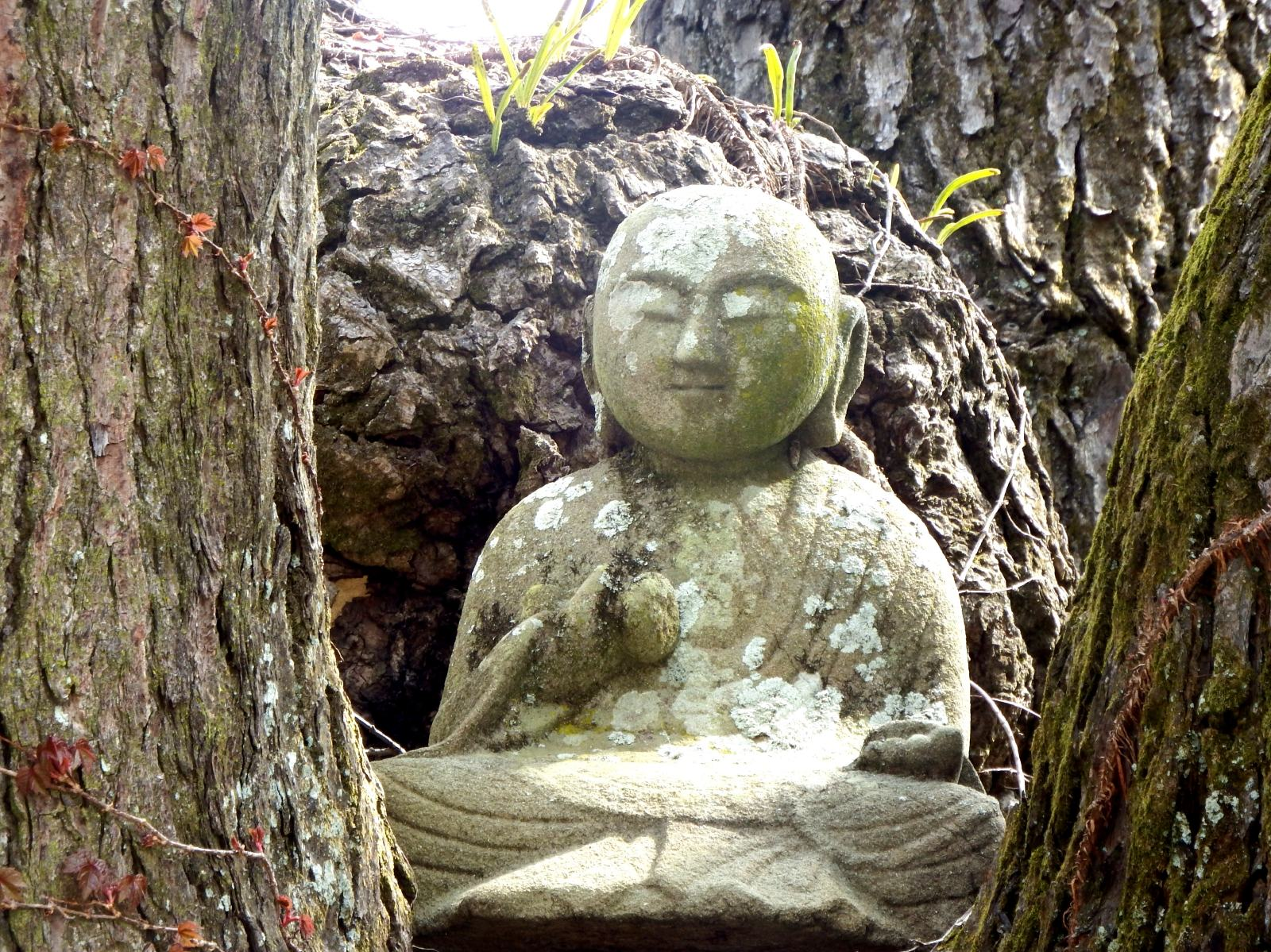
あららぎ大師
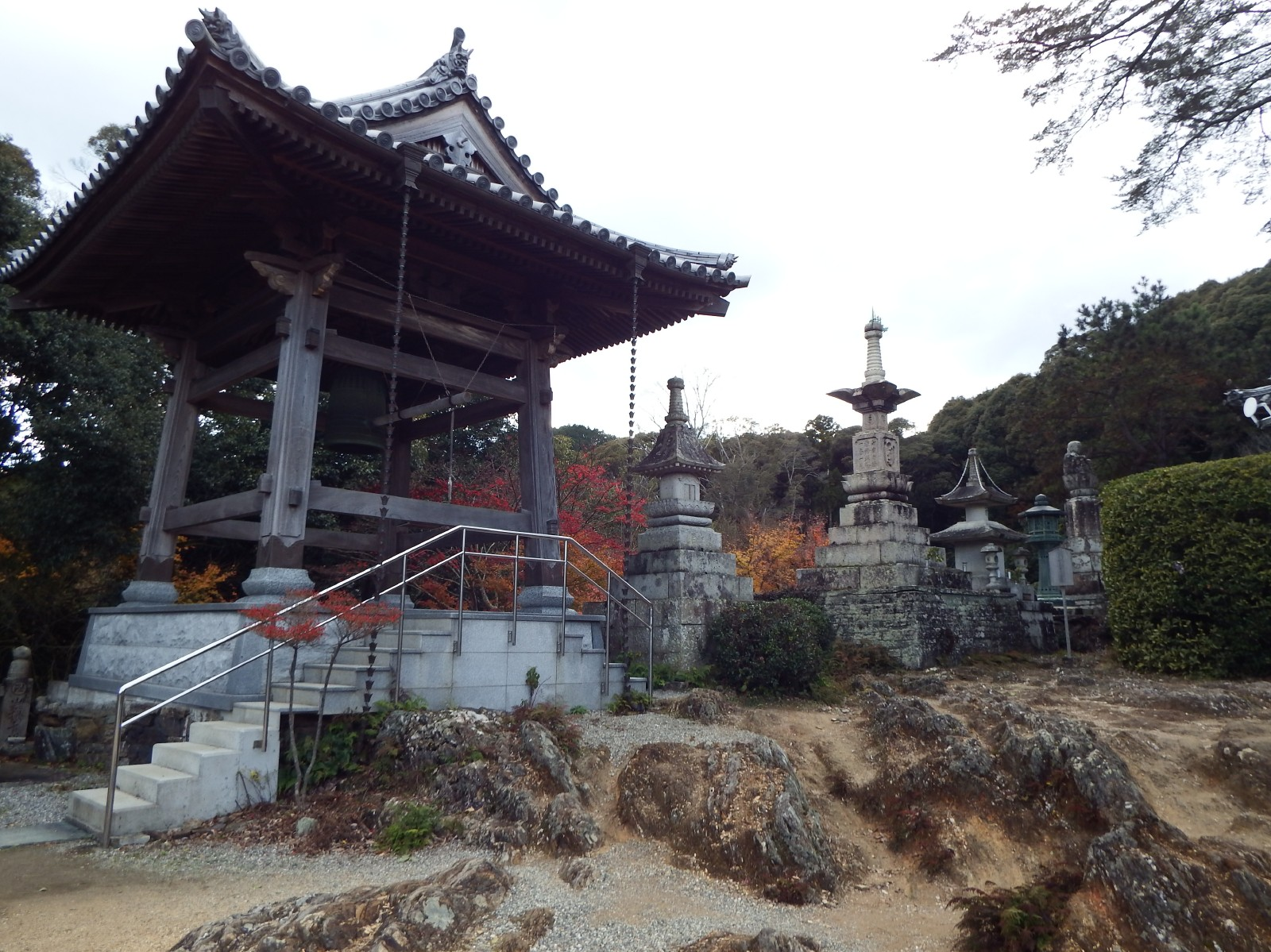
流水岩の境内
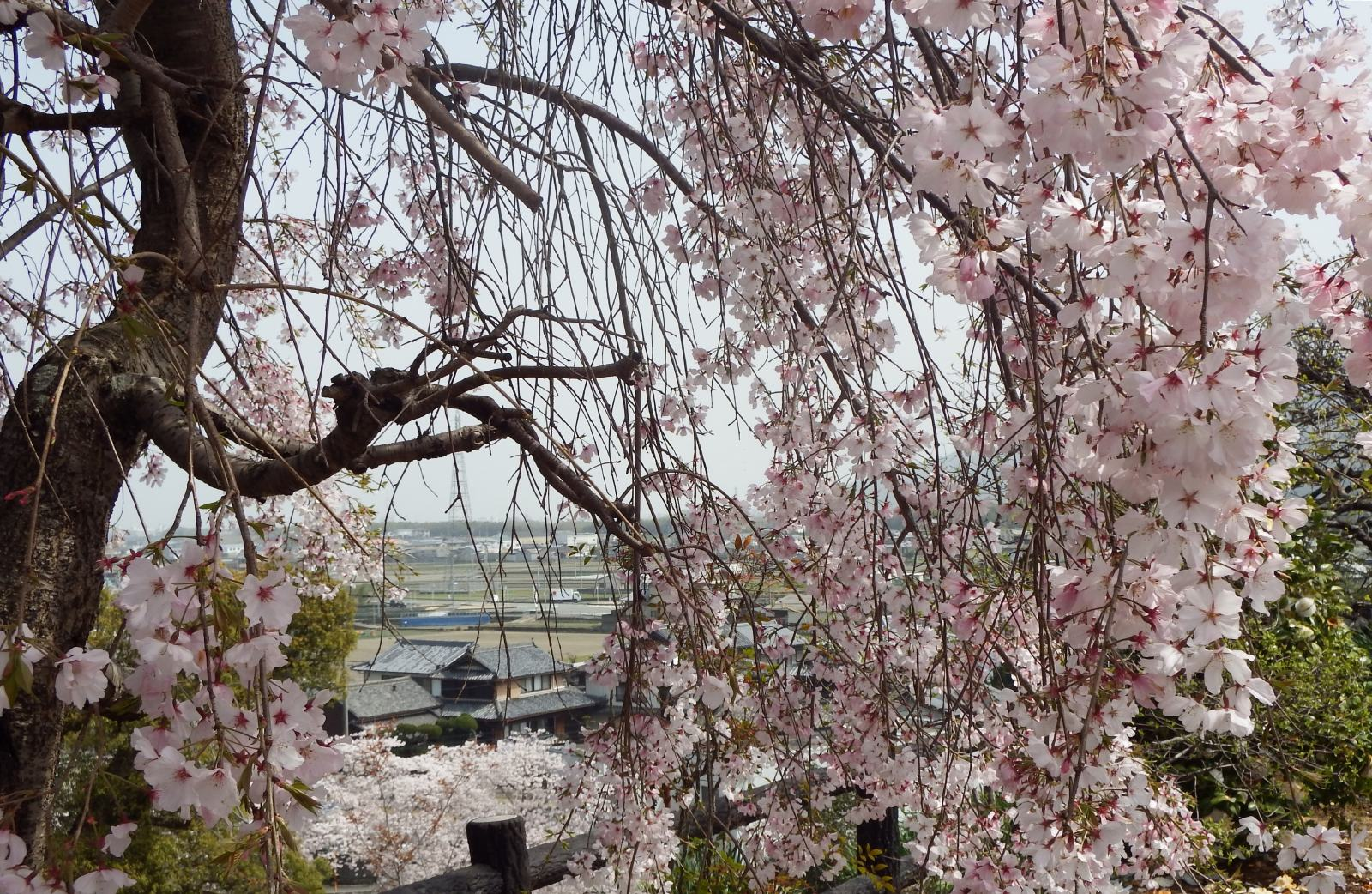
北側からの展望
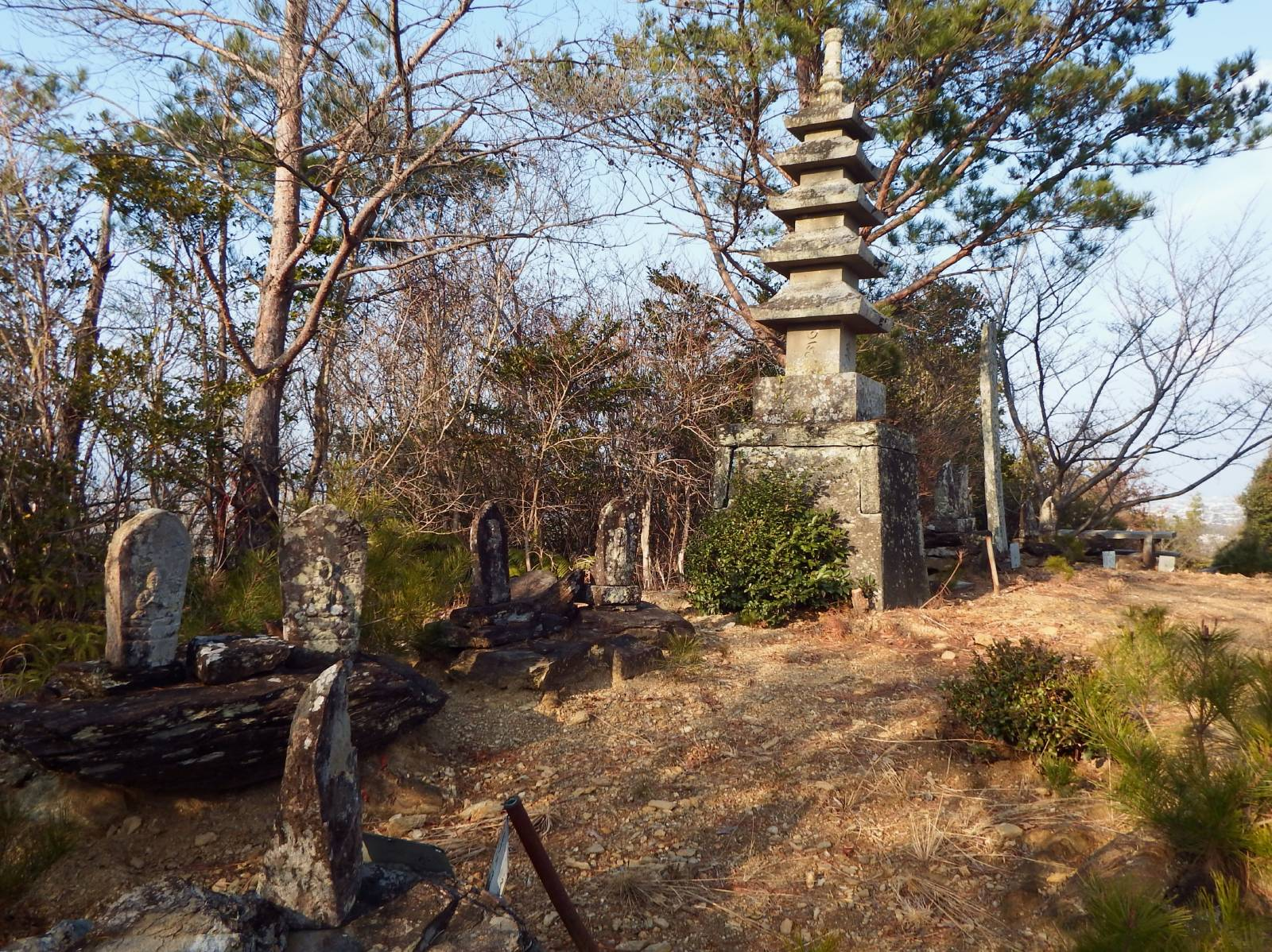
延命山新四国（頂上

## 文化財
国の史跡

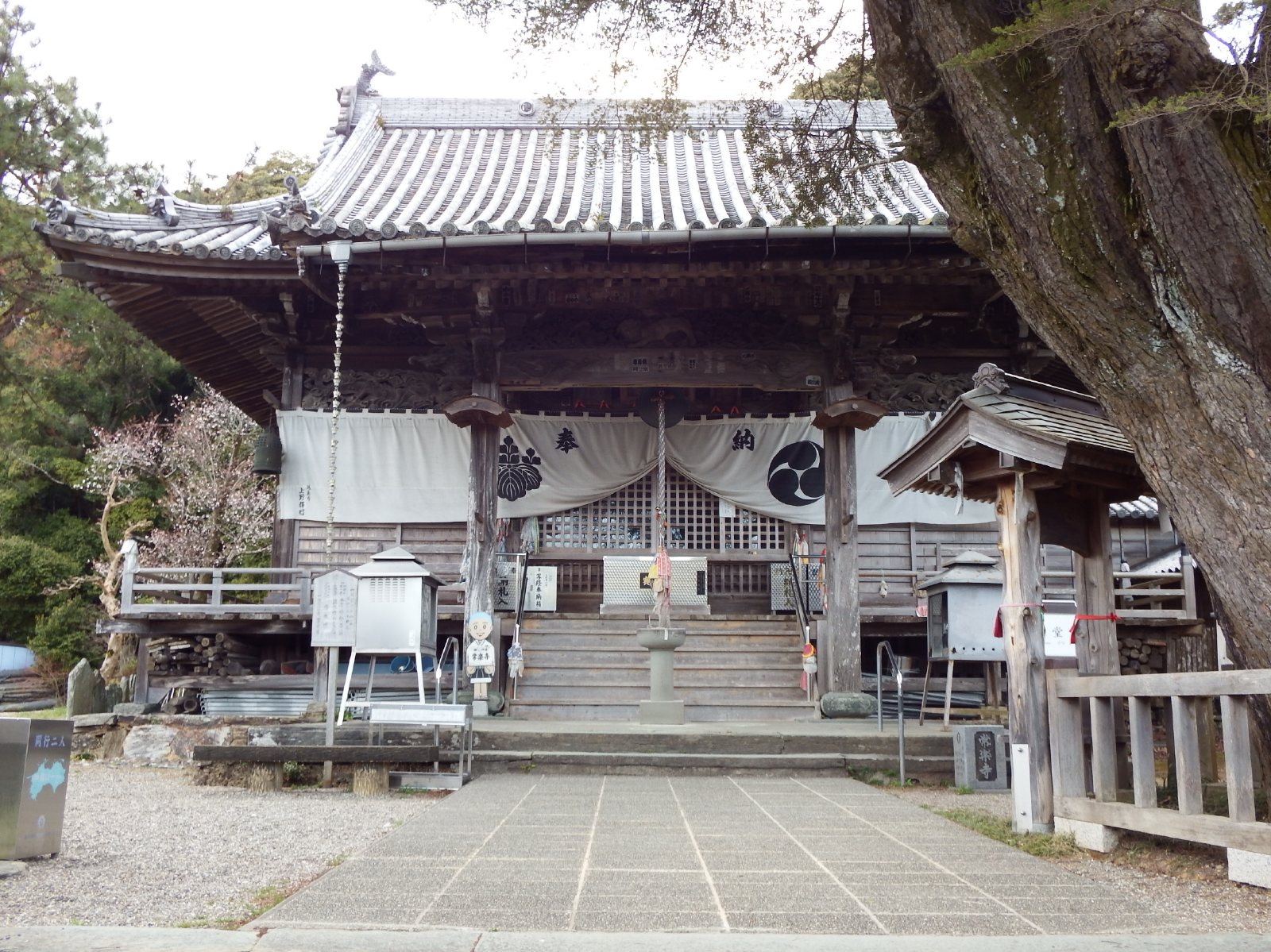
本堂

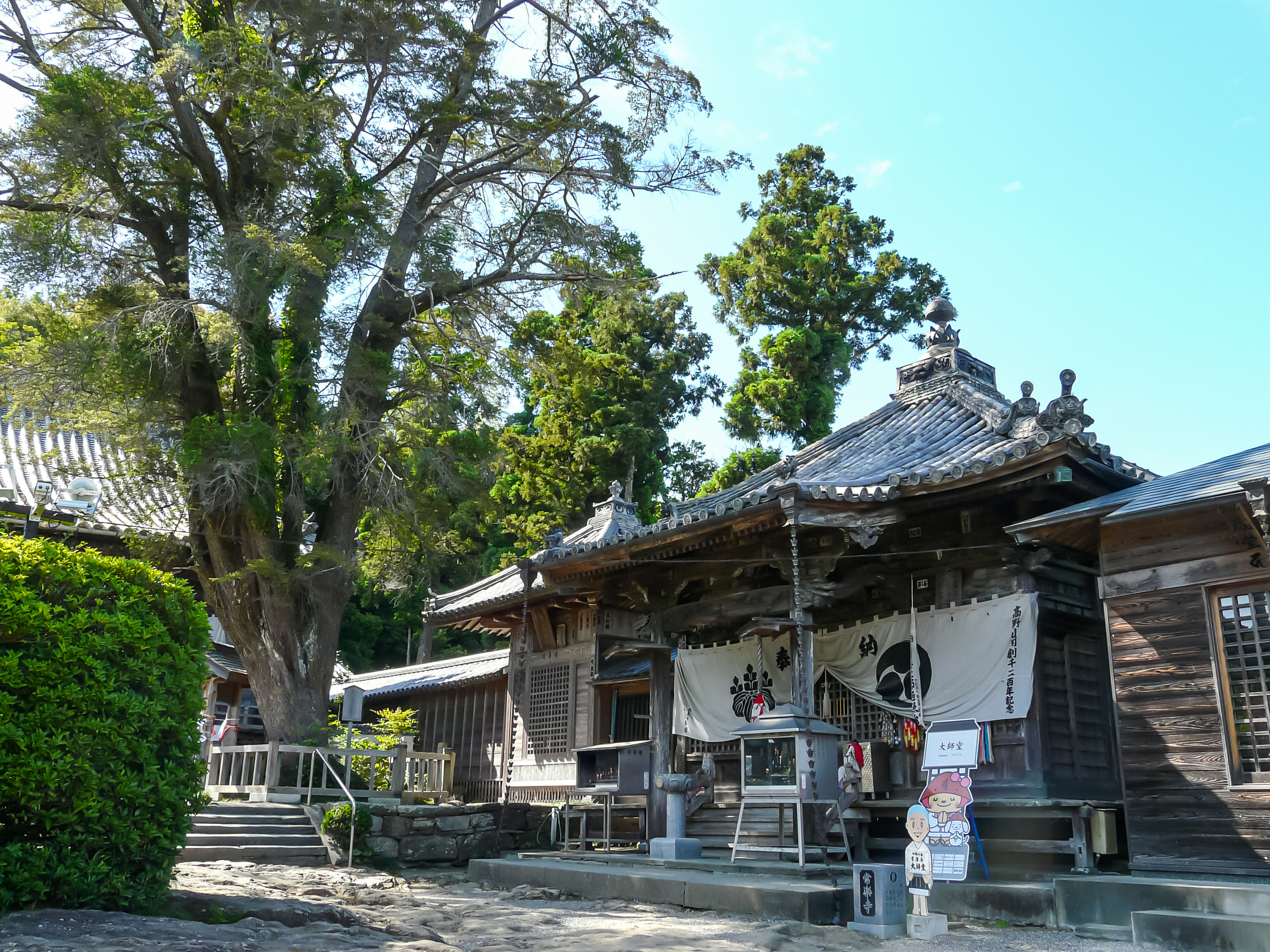
大師堂

- 阿波遍路道 常楽寺境内：2021年3日26日指定（史跡「阿波遍路道」への追加指定）[2][3]。

国の登録有形文化財
- 本堂（2011年7月25日登録）[4]
- 大師堂（2011年7月25日登録）[5]

市指定文化財
- 絹本着色 降三世明王像（2001年12月26日指定）[6]
- 絹本着色 薬師三尊十二神将像（2001年12月26日指定））[6]

## 交通案内
鉄道
- 四国旅客鉄道（JR四国） 徳島線 – 府中駅下車 (3.2 km)

バス
- 徳島バス 神山線（延命経由）・天の原西線 「常楽寺前」下車 (0.3 km)

道路
- 一般道：国道192号 延命 (0.3km)
- 高速道路：徳島自動車道 藍住IC (8.7 km)、高松自動車道 板野IC (11.8 km)

## 奥の院
慈眼寺
当寺の寺領に位置する。本尊は十一面観音、杉の木に刻んだ生木地蔵尊の堂がある。
- 所在地：徳島県徳島市国府町延命598 （慈眼寺）

## 前後の札所
四国八十八箇所
13 大日寺 --(2.3 km)-- 14 常楽寺 --(0.8 km)-- 15 国分寺